# Hypolycaena mabillei
Hypolycaena mabillei är en fjärilsart som beskrevs av Aurivillius 1923. Hypolycaena mabillei ingår i släktet Hypolycaena och familjen juvelvingar. Inga underarter finns listade i Catalogue of Life.